# Viscosia falklandiae
Viscosia falklandiae är en rundmaskart som beskrevs av Allgen 1959. Viscosia falklandiae ingår i släktet Viscosia och familjen Oncholaimidae. Inga underarter finns listade i Catalogue of Life.